# عبد الله بن جعفر الصادق
عبد الله بن جعفر الصادق بن محمد الباقر، ترتيبه الأكبر من أبناء جعفر الصادق و من بعده إسماعيل بن جعفر الصادق، تقول المصادر الشيعية أنه لم تكن منزلته عند أبيه كمنزلة غيره من ولده في الإكرام، وكان متهما بالخلاف على أبيه في الاعتقاد، ويقال أنه كان يخالط الحشوية، ويميل إلى مذهب المرجئة. وادعى بعد أبيه الإمامة، واحتج بأنه أكبر إخوته الباقين، فاتبعه على قوله جماعة من أصحاب جعفر الصادق.
وكانت تقول بإمامته الفطحية وهي طائفة شيعية منقرضة.